# Europa-Fira (metrostation)
Europa | Fira is een metrostation bediend door de metro van Barcelona in de gemeente L'Hospitalet de Llobregat, onderdeel van de metropool Barcelona. Het station ligt onder Gran Via de les Corts Catalanes bij Plaça Europa en Carrer d'Amadeu Torner. Het heeft ingangen aan beide voetpaden van de Gran Via. Voor opening was de naam Amadeu Torner voorgesteld, wat verwijst naar de dwarsende straat met dezelfde naam. Uiteindelijk werd gekozen voor de dubbele naamgeving waarbij Europa verwijst naar de Plaça Europa en Fira naar de Fira de Barcelona, het complex van tentoonstellings- en conferentiezalen, dat zowel een historische vestiging heeft aan de Plaça d'Espanya als sinds 2008 een tweede locatie aan de Gran Via ter hoogte van Plaça Europa, onder meer gekend als de locatie van het jaarlijkse Mobile World Congress.
Dit station is volledig aangepast voor gehandicapte mensen, onder meer vier liften.
Bij opening, op 13 mei 2007, werd het station enkel bediend door het FGC stoptreinnetwerk. Het station wordt sinds die opening bediend door de lijn Llobregat-Anoia FGC dienst, ook bekend als metrolijn 8 van de Metro del Baix Llobregat. Sinds 12 februari 2016 wordt het station ook bediend door de L9 Sud van de metromaatschappij Transports Metropolitans de Barcelona (TMB).